# Soulèvement populaire bavarois

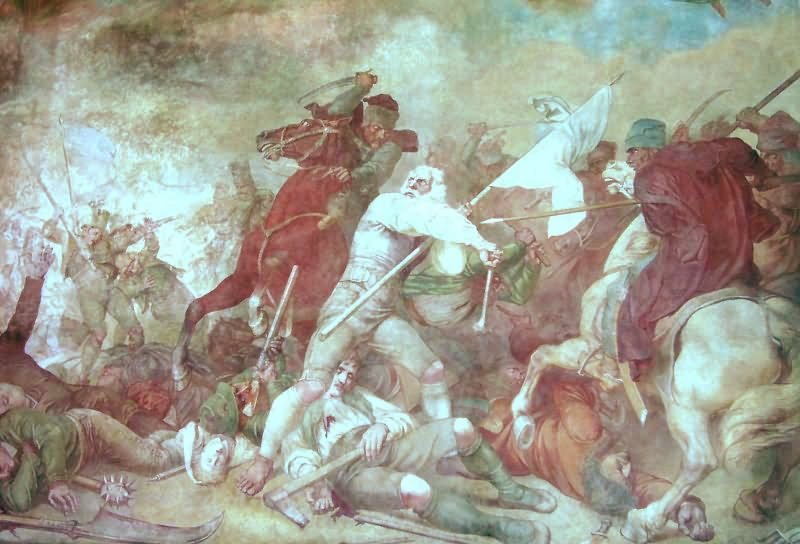
Bataille de Sendling 1705, détail d'une fresque de dans la vieille église paroissiale Sainte-Marguerite.

Soulèvement populaire bavarois (en allemand Bayerische Volkserhebung) est le nom d'un soulèvement contre l'occupation autrichienne pendant la guerre de succession d'Espagne (1701 - 1714) dans les années 1705 et 1706.

## Éléments d'histoire

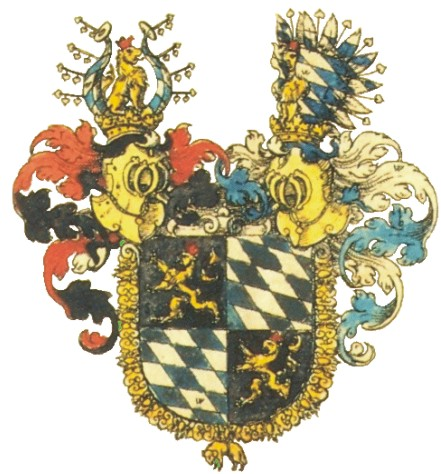
Armoiries de la Bavière (1703).

Après l'expulsion du prince électeur Maximilien-Emmanuel de Bavière pendant la guerre de succession d'Espagne, la Bavière est occupée par les troupes de Joseph Ier de Habsbourg, empereur du Saint-Empire romain germanique.
En novembre 1705, la population bavaroise se soulève contre l'occupation impériale. La révolte dure du début de novembre 1705 au 18 janvier 1706, donc environ 75 jours.
La rébellion populaire prend naissance dans le Haut-Palatinat, puis se propage très rapidement en traversant le Danube, dans la vallée de la  Rott et la partie basse de l'Inn. Elle s'étend à la partie est de la Haute-Bavière et à certains secteurs de la Basse-Bavière et du Innviertel. Les forteresses de Burghausen, Schärding et Braunau am Inn sont prises. Toute la région entre le Danube et l'Inn est conquise et la révolte progresse vers la forêt de Bavière et Kelheim sur le Danube.

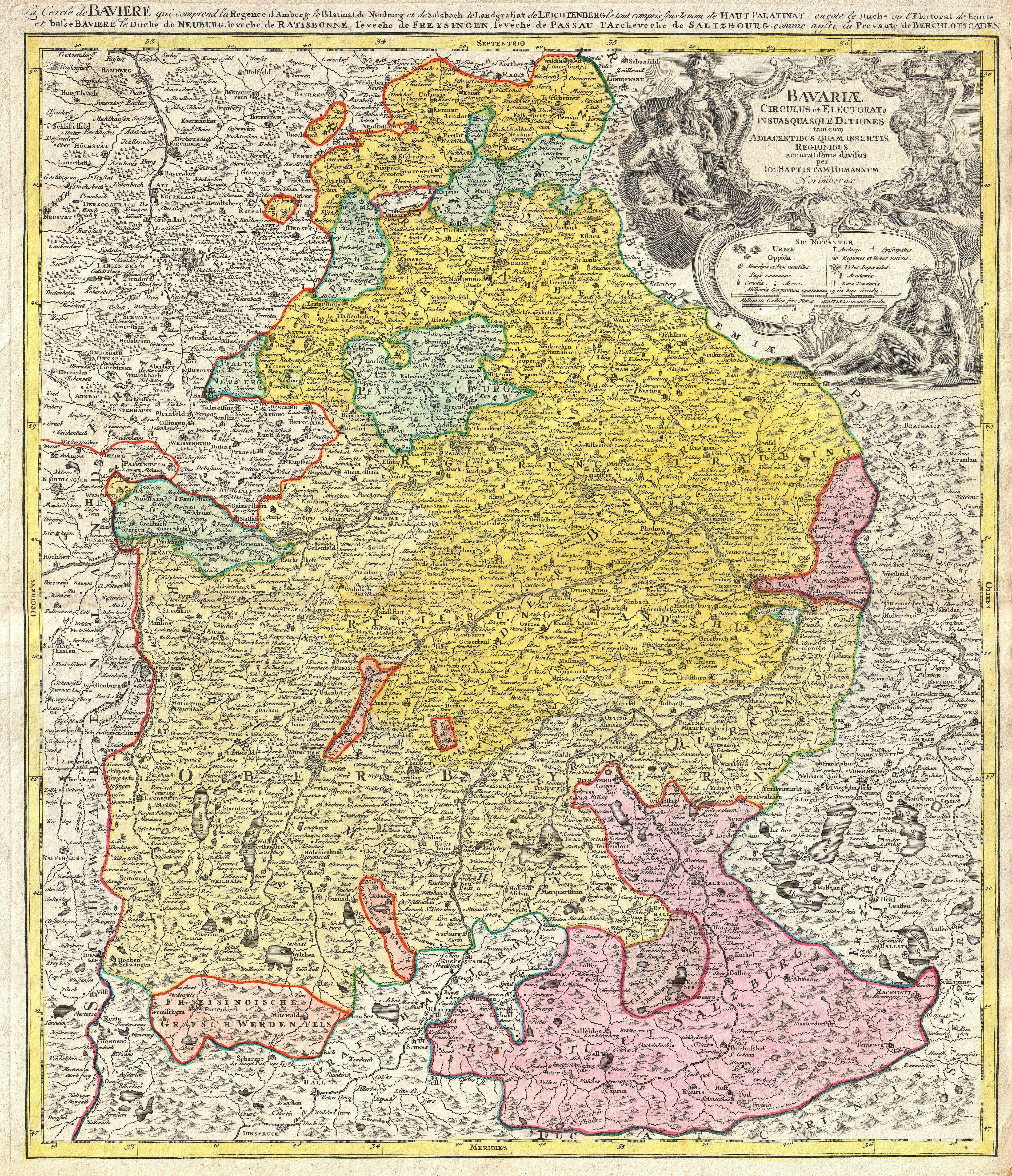
Carte Homann de la Bavière 1728.

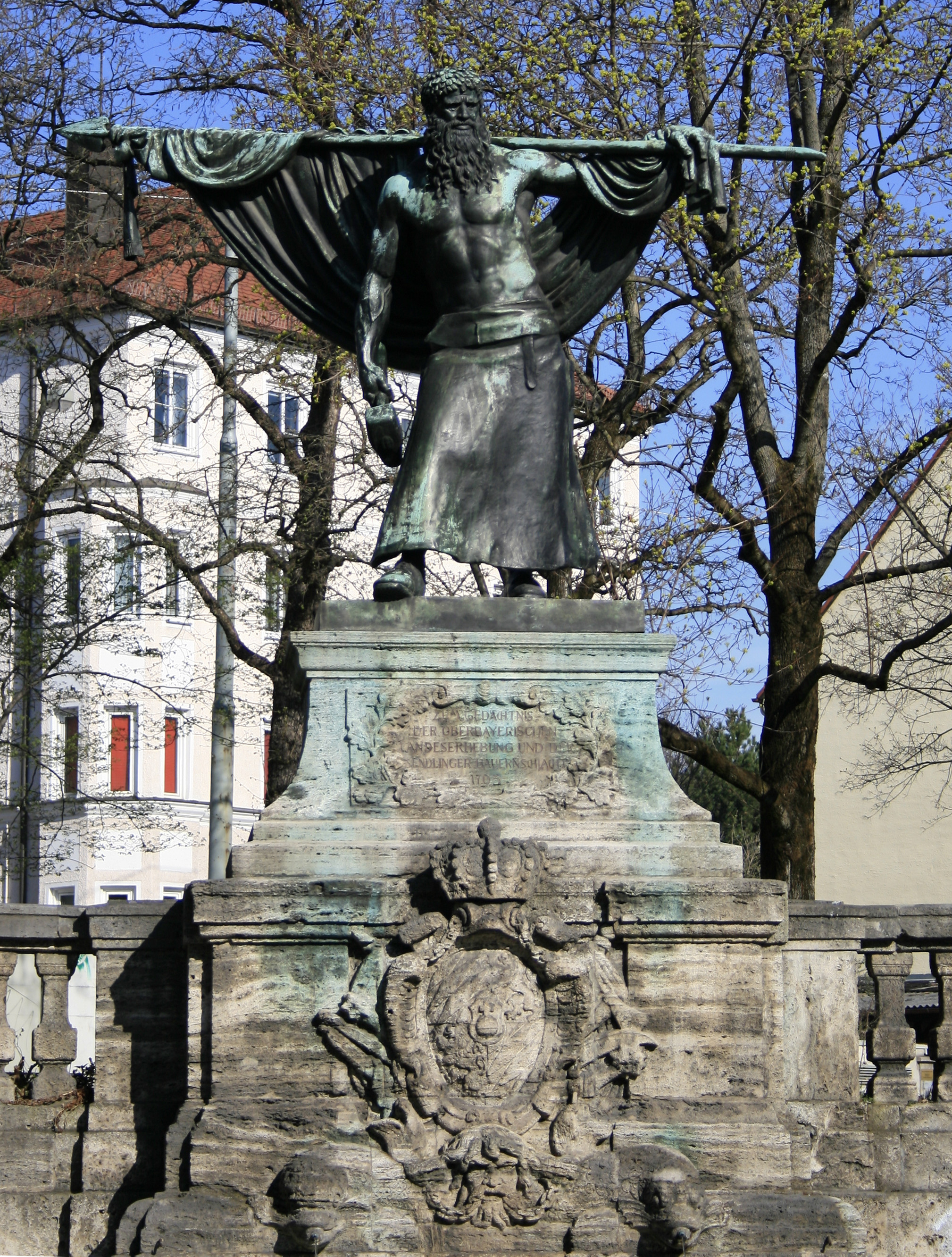
Monument à la mémoire du Forgeron de Kochel.

Un parlement populaire appelé Braunauer Parlament (de) ou Landesdefensionskongress comprenant des représentants des quatre états : la noblesse, le clergé, la bourgeoisie et les paysans, se réunit le 21 décembre 1705 dans le Gasthof Breuninger à Braunau am Inn.

## Massacre de la nuit de Noël de Sendling
Quatre jours plus tard a lieu le massacre de la nuit de Noël de Sendling (de) (en allemand Sendlinger Mordweihnacht), probablement l'événement le plus célèbre de la rébellion. Après une tentative des insurgés de prendre la capitale bavaroise Munich, les troupes de l'empereur Joseph Ier de Habsbourg écrasent à Sendling les insurgés, dans la nuit du 25 décembre 1705. Le nombre de morts du côté bavarois et estimé à environ 1 100 hommes, et à environ 40 du côté de l'armée. Une partie des rebelles ont été tués après s'être rendu. 
C'est seulement la bataille d'Aidenbach (de) du 8 janvier 1706, qui se solde par une défaite complète des insurgés et environ 4 000 tués du côté bavarois, qui signifie l'effondrement final du soulèvement contre Joseph Ier de Habsbourg.

## Fin du soulèvement
Le 11 janvier 1706, une députation du Landesdefensionskongress entreprend le voyage à Salzbourg pour des négociations de paix. Le 13 janvier, Schärding se rend, le 16 c'est au tour de Cham, le 17  Braunau, et le 18 janvier 1706 Burghausen capitule, dernière ville encore tenue par le parlement populaire (de).
Les chefs les plus importants du soulèvement populaire bavarois sont deux fusiliers (en allemand Schütze) de Aidenbach, Georg Sebastian Plinganser (de) et Johann Georg Meindl (de),  mais la tradition populaire distingue un forgeron, le Forgeron de Kochel (de), un géant qui se serait distingué par la force, la loyauté et le courage durant la nuit de Sendling, et qui aurait été le dernier à tomber pendant la bataille. Ce personnage est probablement basé sur un certain Balthasar Riesenberger, forgeron du village de Bach, dont la participation au combat de Sendling est documentée. 

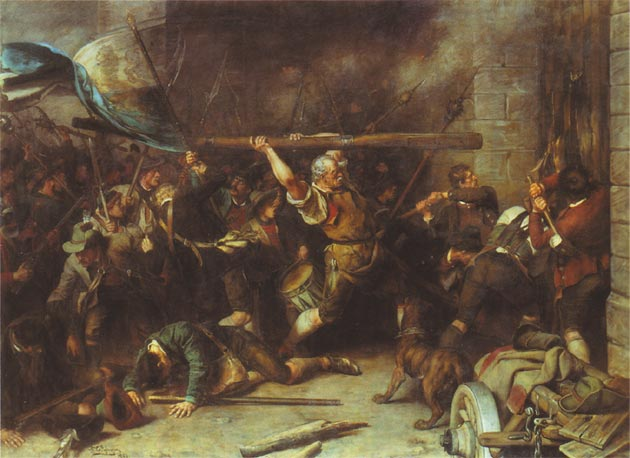
Franz Defregger, Le Forgeron de Kochel à l'assaut de la Tour rouge de Munich (1881).